# Занчи, Базилио
Базилио Занчи (итал. Basilio Zanchi; ок. 1501, Бергамо — ок. 1558, Замок Святого Ангела, Рим) — итальянский гуманист, ученый, писатель
, поэт, библиотекарь
 XVI века. Кузен Джироламо Занчи.

## Биография
Уже в семнадцатилетнем возрасте составил словарь латинских эпитетов. Обратил на себя внимание латинскими стихами, благодаря которым попал в члены Римской академии. 
Был каноником в колледже Сан-Хуан-де-Летран, затем библиотекарем Ватикана. Был заключён в тюрьму в Риме за неподчинение Папе Павлу VI, вероятно, за сочувственное отношение к протестантским идеям. 
Написал: «De horto Sophiae» (Рим, 1540; поэма, в которой излагаются христианские догматы); «Verborum latinorum ex variis auctoribus epitome» (Рим, 1541); «Poemata libri III» (1550); «Epithetorum commentarii» (Рим, 1542); «In omnes divinos libros notationes» (Рим, 1553).